# Putschversuch vom 1. Dezember 1924

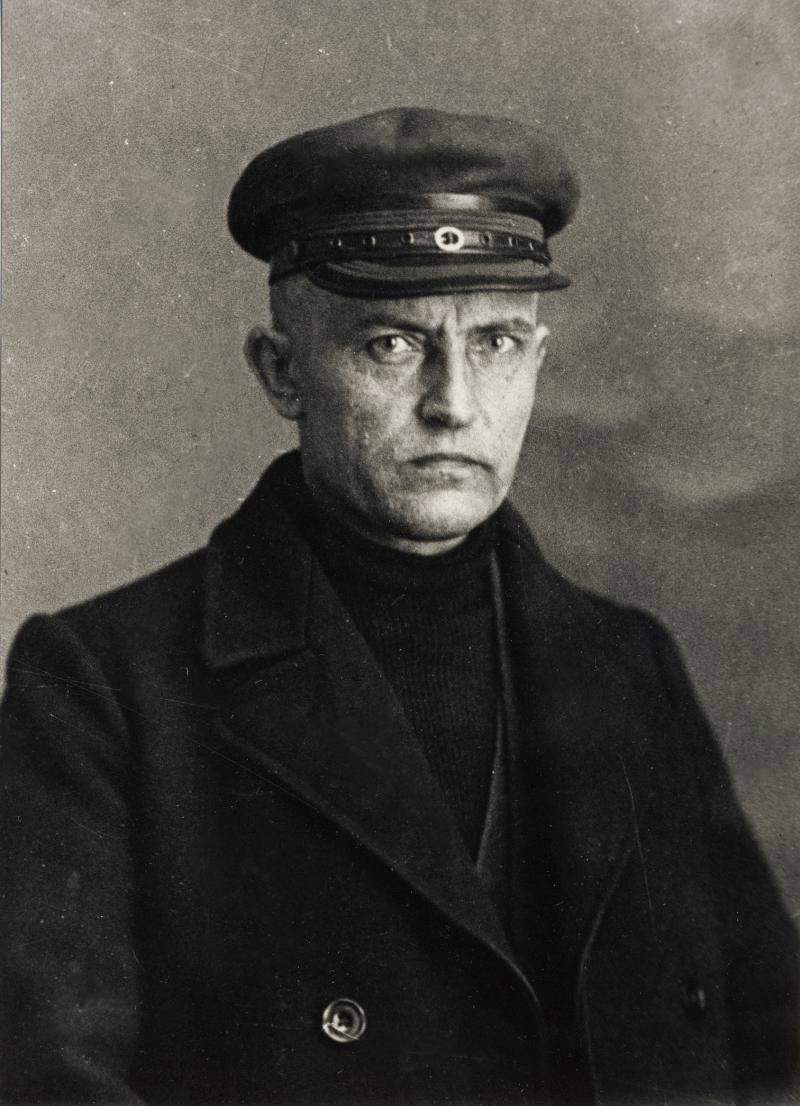
Der Hauptorganisator des gescheiterten Staatsstreichs, der estnische Kommunist Jaan Anvelt

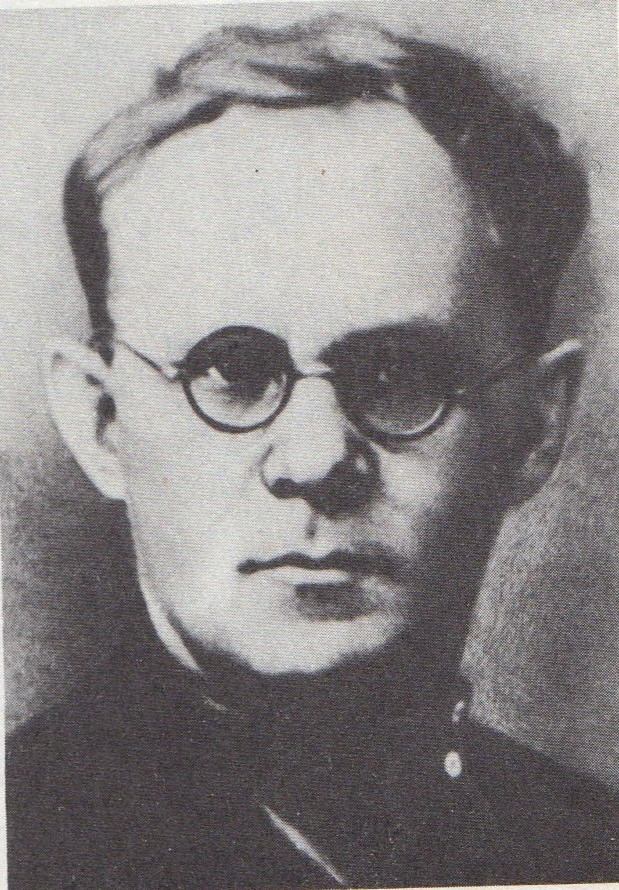
Anvelts Mitverschwörer Rudolf Vakmann

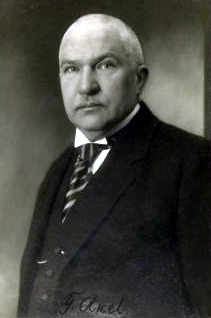
Der estnische Staats- und Regierungschef Friedrich Karl Akel überlebte unverletzt den Mordanschlag der Putschisten in seiner Residenz

Der gescheiterte Putsch vom 1. Dezember 1924 war der Versuch estnischer Kommunisten, die demokratische Regierung des Landes zu stürzen und eine bolschewistische Herrschaft in Estland zu errichten. Der Staatsstreich wurde gemeinsam mit der sowjetischen Regierung geplant und von dieser finanziert. Das estnische Militär schlug den Aufstand nach wenigen Stunden gewaltsam nieder.

## Vorgeschichte
Ende Februar 1918 verlor Sowjetrussland im Verlauf des Ersten Weltkriegs die Kontrolle über das Baltikum, das seit dem Frieden von Nystad 1721 zum russischen Reich gehört hatte. Am 24. Februar 1918 nutzten estnische Politiker das eingetretene Machtvakuum und erklärten Estland als souveräne Republik für selbständig.
Einen Tag später marschierten kaiserlich-deutsche Truppen in Tallinn ein. Deutschland lehnte eine estnische Selbständigkeit und einen unabhängigen estnischen Staat strikt ab. Erst mit der deutschen Niederlage im Weltkrieg konnte die estnische Regierung im November 1918 die Regierungsgewalt im Lande übernehmen. Die Republik Estland wurde zu einem demokratischen Rechtsstaat westlicher Prägung.
Die bolschewistische Regierung in Russland erkannte die staatliche Souveränität Estlands nicht an. Am 13. November 1918 begannen sowjetrussische Streitkräfte mit einer Offensive zur Rückeroberung des Baltikums. Im folgenden Estnischen Freiheitskrieg (1918–1920) konnte sich Estland aber militärisch gegen Sowjetrussland behaupten. Am 2. Februar 1920 schlossen beide Regierungen in Tartu einen Friedensvertrag. Darin erkannte Sowjetrussland völkerrechtlich die staatliche Unabhängigkeit der Republik Estland „auf alle Zeiten“ an.
Die Beziehungen zwischen beiden Staaten blieben jedoch angespannt, der Frieden unsicher. Im Hinblick auf die angestrebte kommunistische Weltrevolution war das westlich orientierte Estland mit seiner bürgerlichen Demokratie den Bolschewiki ein Dorn im Auge. Immer wieder kam es zu Zwischenfällen und Provokationen an der gemeinsamen Grenze. In den Grenzgebieten und entlang der Bahnstrecken galt in Estland auch nach dem Ende des Freiheitskrieges der Ausnahmezustand, der zahlreiche Freiheitsrechte beschränkte. Er war bis in die 1930er Jahre in Kraft.
Die sowjetische Regierung unterstützte inoffiziell die im November 1920 gegründete Kommunistische Partei Estlands (EKP), die seit 1922 Mitglied der Komintern war. Die Komintern finanzierte auch einen Großteil der illegalen Parteiarbeit der EKP.
Die Kommunisten fanden in der estnischen Bevölkerung vor allem bei den wirtschaftlichen Verlierern der Nachkriegsjahre Rückhalt. Bei den Parlamentswahlen 1920 kam ihre politische Tarnorganisation, der 24.000 Mitglieder zählende „Zentralrat der estnischen Gewerkschaften“ (Eesti Ametiühisuste Kesknõukogu) auf 5,3 % der Stimmen. Bei den Parlamentswahlen 1923 waren es 9,5 %. Die Wählerschaft der Kommunisten kam vor allem aus den ärmeren Schichten der Arbeiterschaft. 1924 hatte die verbotene EKP etwa 2.000 Mitglieder.
Kommunistische Funktionäre blieben in Estland einer rigiden Verfolgung durch die estnischen Behörden ausgesetzt. Sie konnten nur im Verborgenen arbeiten. Die Agitation blieb für sie gefährlich. Am 3. Mai 1922 spürte die estnische Polizei den im Untergrund in Tallinn lebenden EKP-Vorsitzenden Viktor Kingissepp auf. Er wurde am selben Tag in einem Schnellverfahren zum Tode verurteilt und hingerichtet. Seine Leiche warf man ins Meer. 1923 wurde der führende Kommunist Jaan Kreuks von der Polizei erschossen.

## Umsturzpläne
Die junge und noch schwache estnische Demokratie sollte nach den Plänen Moskaus als eines der ersten Länder außerhalb der Sowjetunion Ziel der beginnenden bolschewistischen Weltrevolution werden. Bei der Komintern in Moskau planten sowjetrussische Politiker und Moskau-treue Militärs gemeinsam mit kommunistischen Politikern, die aus Estland nach Sowjetrussland emigriert waren, einen Umsturzversuch, zu dessen Finanzierung 20.000 Tscherwonez bereitgestellt wurden.
Die Führung der EKP richtete am 21. August 1924 ein offizielles Schreiben an die Kommunistische Partei Russlands (Bolschewiki), in dem sie ihre Bereitschaft bekräftigte, zum jetzigen Zeitpunkt einen Aufstand in Estland zu organisieren. Das Schreiben wurde im Politbüro der KPR(B) am 21. August und 14. November 1924 erörtert.
Zur Unterstützung des Aufstands rief das Politbüro einen Ausschuss ins Leben, dem unter anderem Stalin, Trotzki und Frunse angehörten. Für die vorbereitende Untergrundarbeit stellte die Komintern Gelder zur Verfügung. Ihr Ziel war es, mehrere hundert in Russland lebende Esten, Letten und Finnen zu mobilisieren, die zur Unterstützung von Aufständen in ihren bürgerlich regierten Ländern bereitstehen sollten.
Die Putschpläne gegen die Republik Estland wurden federführend von dem exilestnischen Militär Harald Tummeltau (1899–1938) ausgearbeitet. Er warb den estnischen Kommunisten Jaan Anvelt (1884–1937) als Hauptverantwortlichen für den Umsturz an. Anvelt war bereits während des Estnischen Freiheitskrieges in den von den Bolschewiki eroberten estnischen Gebieten „Regierungschef“ der „Arbeiterkommune Estlands“ (Eesti Töörahva Kommuun) gewesen. Er hatte sich als geschickter Stratege einen Namen gemacht, der vor rücksichtsloser Gewalt gegenüber dem politischen Gegner nicht zurückschreckt. Wesentlich an der militärischen Planung des Putsches beteiligt waren die in Diensten der Roten Armee stehenden Exil-Esten Karl Trakmann und Nikolai Riuhkrand-Ridolin.
Bei dem geplanten Putsch sollten in einer Blitzaktion die wichtigsten strategischen Punkte in Estland gewaltsam besetzt und eine kommunistische Marionettenregierung ins Leben gerufen werden. Sowjetische Truppen sollten im Falle einer gelungenen Machtübernahme in Estland einmarschieren und die estnischen Streitkräfte entwaffnen. Auch Schiffe der sowjetischen Marine, die in der Ostsee kreuzten, sollten den siegreichen Aufständischen zu Hilfe kommen. Wenige Tage vor dem Aufstand kündigte die sowjetische Armeeführung Manöver der Roten Armee bei Pskow nahe der estnisch-russischen Grenze an.
Die Pläne gingen von der Prämisse aus, dass sich Arbeiter und Soldaten in Estland spontan dem Aufstand anschließen würden. Nur so konnten die zahlenmäßig schwachen Putschisten mit dem Umsturz Erfolg haben. Anschließend wollten sie die „Estnische Sozialistische Räterepublik“ (Eesti Nõukogude Sotsialistlik Vabariik) ausrufen und eine „Regierung des werktätigen Volkes“ bilden. Sie sollte die sowjetischen Streitkräfte offiziell ins Land rufen. Denkbar war dann ein Anschluss Estlands an die Sowjetunion nach dem Beispiel kaukasischer Gebiete.

## Vorbereitungen
Jaan Anvelt und sein Vertrauter Karl Rimm (1891–1938) trafen in einer konspirativen Wohnung am Stadtrand von Tallinn die Vorbereitungen vor Ort. Eine leitende Funktion nahm auch der Tschekist Valter Klein (1892–1925) ein, der bei einem gelungenen Staatsstreich als Vorsitzender des Revolutionskomitees vorgesehen war. Zur weiteren Führungsriege gehörten die jungkommunistischen Funktionäre Arnold Sommerling (1898–1924), Georg Kreuks (1896–1924) und Voldemar Hammer (1894–1982). Die militärische Führung der Putschisten bildeten der militärisch geschulte August Lillakas (1894–1924) und sein Adjutant Richard Käär.
Neben dem Hauptschauplatz Tallinn sollten wichtige staatliche Einrichtungen und Verkehrsknotenpunkte in den estnischen Städten Tartu, Narva, Pärnu, Viljandi, Rakvere, Kunda und Kohila besetzt werden. Dies gelang jedoch überhaupt nicht. In Tartu beispielsweise geschah gar nichts, weil alle potenziellen Aufständischen bereits vorher inhaftiert worden waren.
Die estnischen Sicherheitsorgane wussten relativ früh von möglichen sowjetrussischen Plänen für einen kommunistischen Aufstand in Estland. Allerdings waren ihnen Zeitpunkt und Details unbekannt. Erhöhte Sicherheitsmaßnahmen zum Schutz wichtiger Objekte traf die estnische Regierung aus bis heute ungeklärten Gründen nicht. 
Am 21. Januar 1924 hatte die Polizei mehrere kommunistische Zirkel gesprengt und circa 300 Personen verhaftet. Vom 10. bis 27. November 1924 fand der sogenannte Prozess der 149 statt, bei dem angebliche kommunistische Verschwörer wegen Hochverrats und Spionage für die Sowjetunion vor Gericht standen. Der kommunistische Parlamentsabgeordnete Jaan Tomp wurde am 14. November 1924 zum Tode verurteilt und am selben Abend hingerichtet. Über dreißig Kommunisten wurden zu lebenslanger Zwangsarbeit verurteilt. Die eigentlichen Vorbereitungen für den Umsturzversuch, der wenige Tage später stattfinden sollte, blieben allerdings unentdeckt.

## Putschversuch
Der Putschversuch begann am Morgen des 1. Dezember 1924 um 5.15 Uhr. Daran nahmen zwischen 170 und 300 bewaffnete Aufständische teil, erhofft hatte man sich 700–800. Das operative Hauptquartier der Putschisten war in einem Büro der Öl- und Farbenfabrik „Extraktor“ im Tallinner Stadtbezirk Pelgulinn untergebracht.
Die Aufständischen waren in Tallinn in drei „Bataillone“ mit verschiedenen strategischen Zielen eingeteilt:
1. Bataillon unter Führung von Aleksei Heints (1899–1971): Militärschule im Stadtbezirk Tondi und Schmalspurbahnhof Tallinn-Väike (Reval-Kleinbahnhof) in Kitseküla
2. Bataillon unter Führung von Voldemar Puss (1886–1932): Berittene Polizeireserve, Panzerwagen-Division, Meldebataillon, 2. Polizeirevier, Bahnhof Ülemiste, 10. Infanterieregiment und Stab des Meldebataillons
3. Bataillon unter Führung von Eduard Teiter (1886–1937): Kriegsministerium, Inlandsgeheimdienst (Kaitsepolitsei), Untersuchungsgefängnis, 5. und 6. Polizeirevier, Baltischer Bahnhof, Parlaments- und Regierungsgebäude auf dem Domberg, Hauptpostamt, Marinestab, Stab der Panzerdivision, Elektrizitäts- und Gaswerk sowie Zentralgefängnis

### Militärschule Tondi

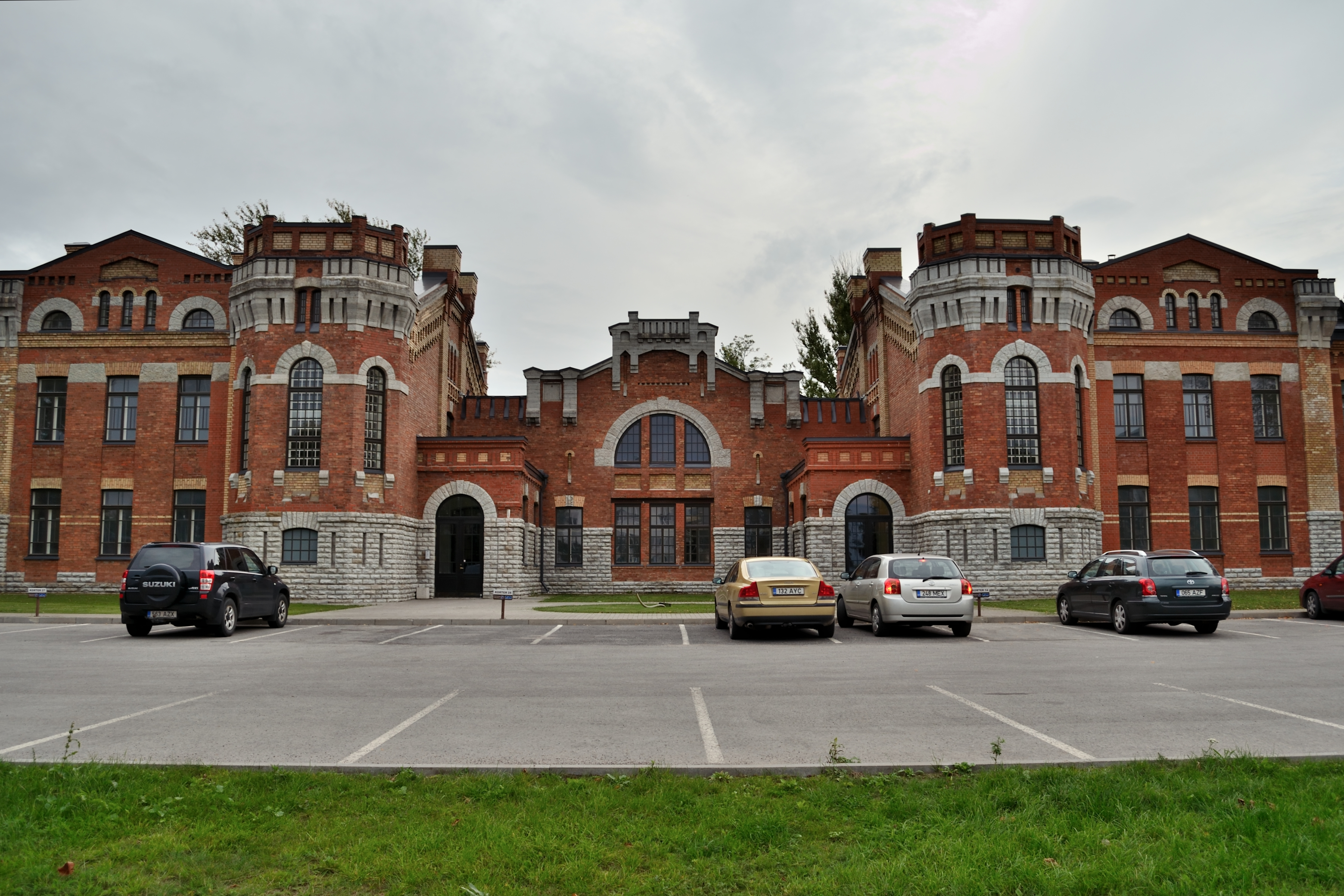
Gebäude der ehemaligen Militärschule im Stadtbezirk Tondi

Die ersten Angriffe am frühen Morgen des 1. Dezember richteten sich gegen die Ausbildungseinrichtungen der estnischen Armee im Tallinner Stadtbezirk Tondi. Ein Teil der 56 Angreifer hatte sich mit estnischen Militäruniformen verkleidet. Es gelang ihnen, in die Kaserne einzudringen, in der die Kadetten schliefen. Im heftigen Schusswechsel brach der Angriff zusammen. Die vier Kadetten Aleksander Tomberg, August Udras, Arnold Allebras und Aleksander Teder sowie mehrere Angreifer wurden bei den Schusswechseln und durch Handgranaten getötet.

### 10. Infanterieregiment
Gleichzeitig griffen 27 Angreifer die Kaserne des 10. Infanterieregiments im Stadtbezirk Juhkentali an. Im Offizierskasino töteten sie die Unterleutnants Harald Busch, Helmut Viiburg und Oskar-Martin Punnisson. Aufgrund der starken Gegenwehr flüchteten die Angreifer.

### Meldebataillon
15 Putschisten griffen die Kaserne des Meldebataillons an, das sich am gleichen Ort befand. Sie erschossen den wachhabenden Offizier, der aber noch Alarm auslösen konnte. Bei dem anschließenden Schusswechsel kamen zwei Angreifer ums Leben.

### Kriegsministerium
Um 5.25 Uhr griff eine Gruppe von 23 Putschisten das Kriegsministerium an. Auch sie trugen zur Tarnung estnische Militäruniformen. Trotz bewaffneter Gegenwehr der Wache am Haupteingang gelangten sie ins Innere des Gebäudes, besetzten zwei Stockwerke und zündeten mehrere Bomben. Im folgenden Schusswechsel mit den diensthabenden Wachleuten flüchteten die Angreifer.

### Militärflugplatz

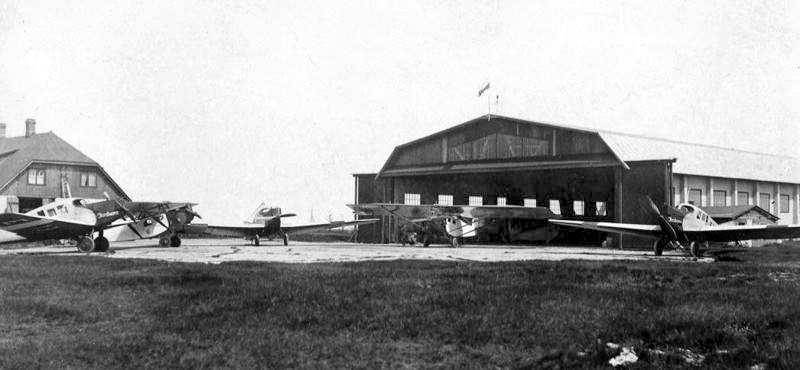
Der Flugplatz Tallinn-Lasnamäe Mitte der 1920er Jahre

13 Aufständische unter Führung des Schusters Kristjan Grünbach griffen zunächst das 2. Polizeirevier und dann den Militärflugplatz Tallinn-Lasnamäe an. Es gelang ihnen, ohne Verluste in die Kaserne der Luftwaffendivision einzudringen. Einige Soldaten der Kaserne schlossen sich als einzige estnische Soldaten während des Putsches den Aufständischen an. Die anderen wurden von den Putschisten entwaffnet und gefangen genommen. Kurze Zeit später wurde die Kaserne von der estnischen Armee zurückerobert. Ein Aufständischer wurde dabei getötet.

### Panzerwagen-Division
30 Aufständische griffen die Panzer-Division im Stadtbezirk Juhkentali an. Der Angriff scheiterte aufgrund der Gegenwehr der wachhabenden Soldaten.

### Schmalspurbahnhof

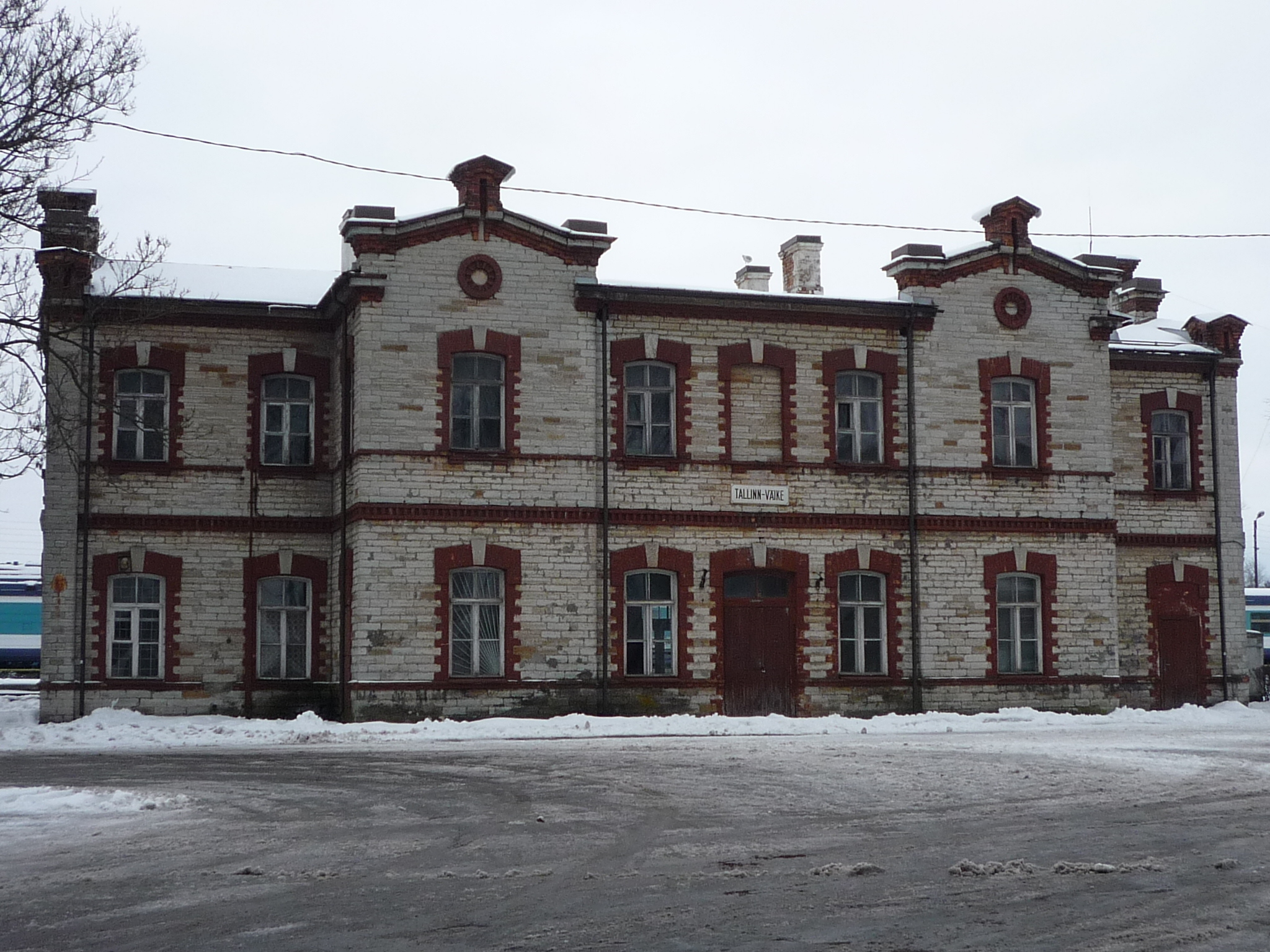
Hauptgebäude des Schmalspurbahnhofs Tallinn-Väike

Fünf Putschisten gelang es, den unbewachten Schmalspurbahnhof Tallinn-Väike (Reval-Kleinbahnhof) in Kitseküla ohne Gegenwehr einzunehmen. Die Aufständischen erschossen einen Polizisten und den stellvertretenden Stationsleiter. Alle eintreffenden Passagiere wurden als Geiseln in einem Warteraum gefangen gehalten. Beim Eintreffen estnischer Armeeeinheiten flüchteten die Aufständischen.

### Hauptpostamt
Zwölf Aufständische besetzten das Tallinner Hauptpostamt, das ebenfalls unbewacht war. Dort unterbrachen sie für etwa 45 Minuten alle Telefonleitungen der Stadt. Dann wurde die Hauptpost vom estnischen Militär zurückerobert.

### Berittene Polizeireserve
37 Aufständische griffen die Kaserne der berittenen Polizeireserve im Stadtbezirk Keldrimäe an. Der Angriff in drei Gruppen misslang. Die Polizisten konnten die durch die Fenster geschleuderten Handgranaten wieder auf die Straße zurückwerfen. Dort explodierten sie, ohne Schaden anzurichten. Bei dem Feuergefecht starben zwei Aufständische. Zahlreiche Angreifer wurden festgenommen.

### Untersuchungshaftanstalt
Zwölf Aufständische griffen die Untersuchungshaftanstalt an. Sie wollten mit der Aktion die kommunistischen Gefangenen des Prozesses der 149 befreien. Die Angreifer gaben ihren Plan auf, nachdem sie vom Scheitern der übrigen Aktionen erfahren hatten.

### Wohnräume Karl Einbunds
Drei Aufständische versuchten, in die privaten Wohnräume des bei den Kommunisten verhassten ehemaligen Innenministers Karl Einbund einzudringen, um ihn zu ermorden. Den Putschisten gelang es allerdings nicht, in das Haus Einbunds vorzudringen. Der Angriff misslang, die Angreifer flüchteten.

### Domberg

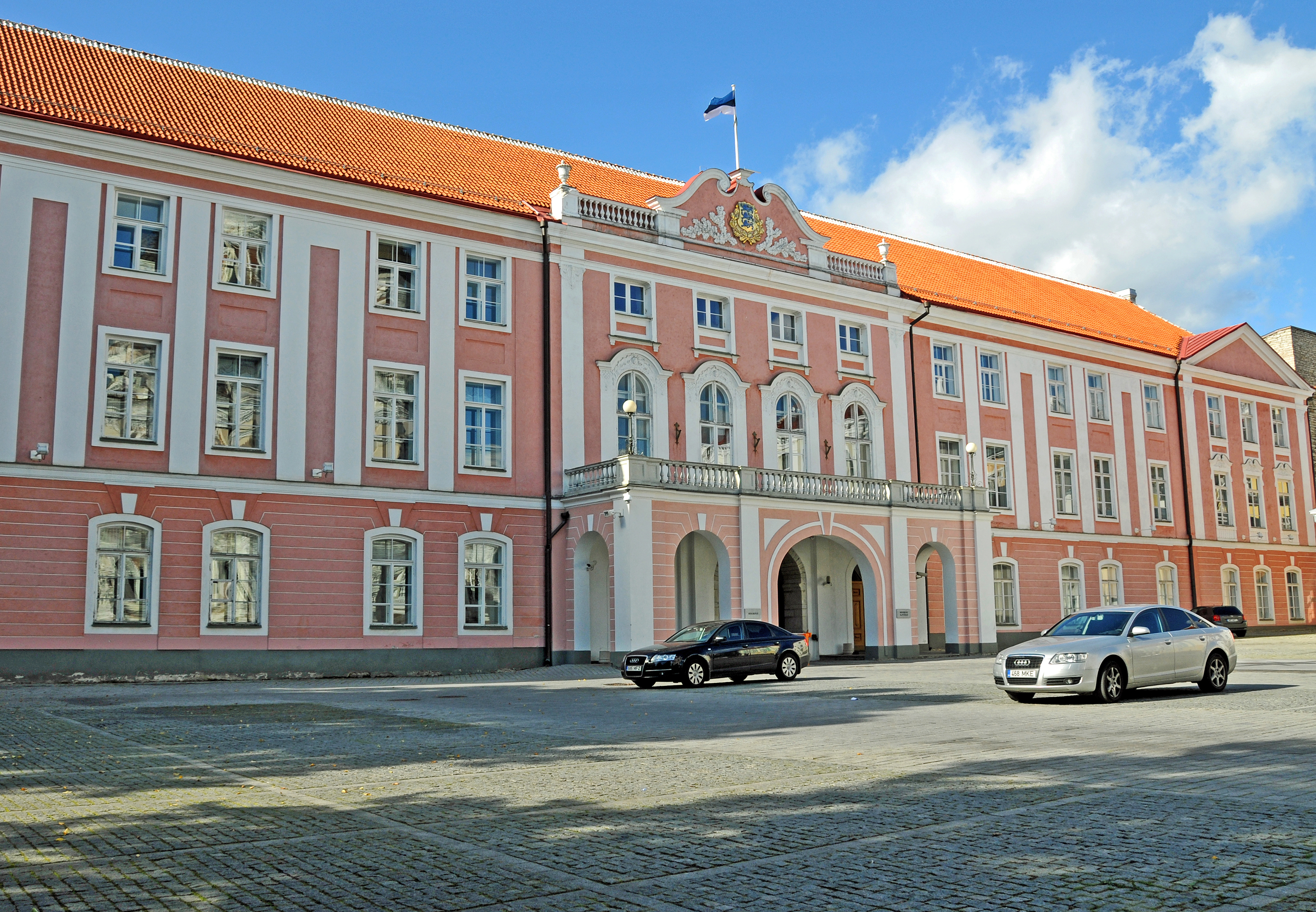
Das Schloss auf dem Domberg

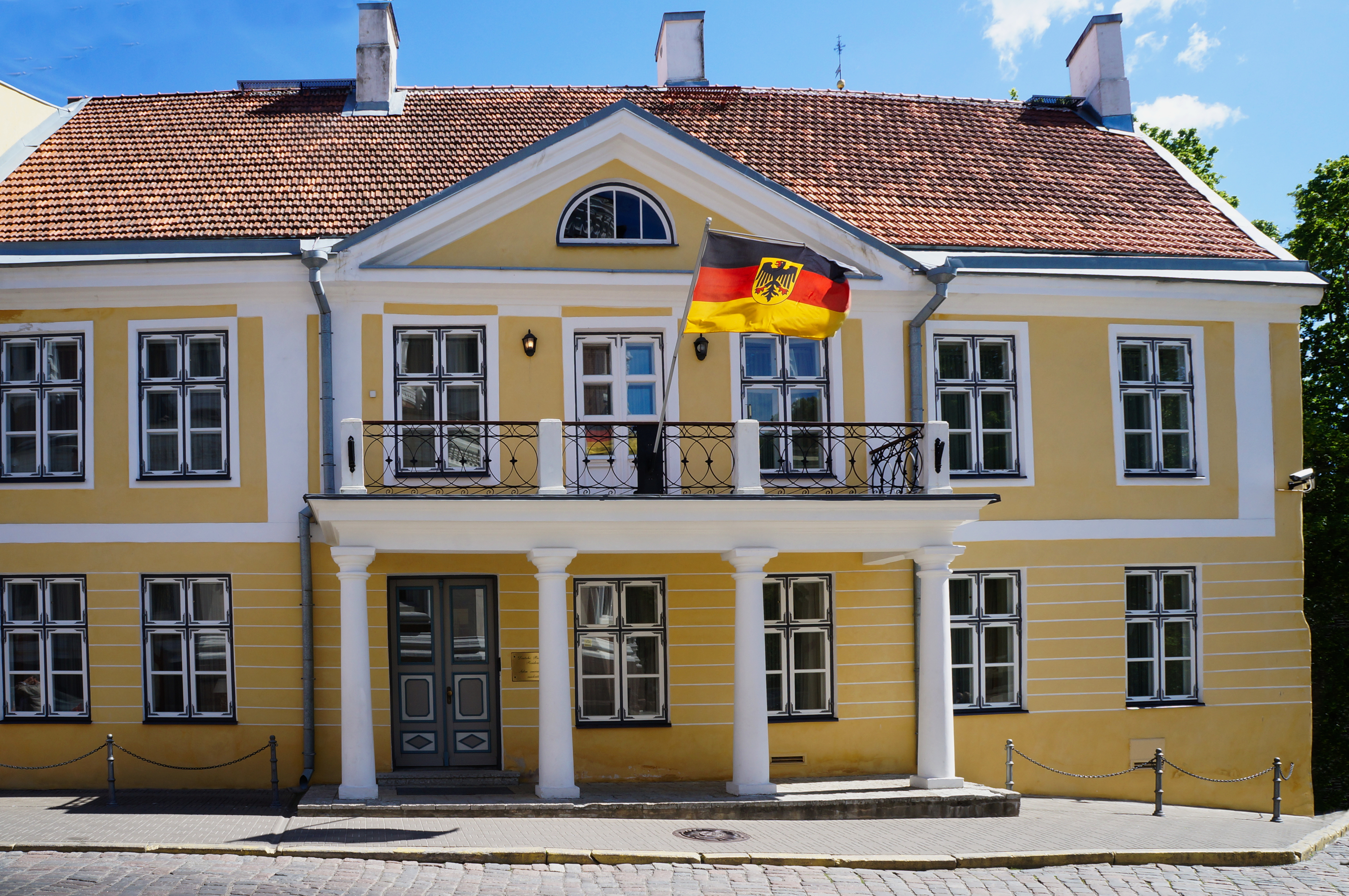
Die damalige Residenz des Regierungschefs Akel mit ihrem Portikus (heute Residenz des deutschen Botschafters)

Eine 17-köpfige Gruppe griff das Schloss auf dem Domberg an, in dem sich die Räume des Parlaments (Riigikogu) und der Regierung befanden.
Ein Teil der Gruppe konzentrierte sich auf die gegenüberliegende Residenz des Staatsältesten (Regierungschefs) Friedrich Karl Akel. Dort töteten die Putschisten den wachhabenden Soldaten Jaan Bergson und die Reinigungsfrau Marta Grünberg, konnten aber nicht weiter im Gebäude vordringen. Der Regierungschef entkam in einen hinteren Teil des Gebäudes. Der Plan, Akel zu ermorden, scheiterte. Die Angreifer töteten zwei zufällig vorbeikommende Passanten, bevor sie vor dem heranrückenden estnischen Militär die Flucht ergriffen.
Dazu ein paar Zeilen aus den Tageszeitungen vom 2. Dezember 1924:

„Etwa um Viertel nach sechs [morgens] habe eine Person in Unteroffiziersuniform an die Tür des Hauses des Staatsältesten auf dem Domberg geklopft. Ohne Böses zu ahnen, habe der Pförtner den Soldaten hineingehen lassen, jedoch seien auf Zeichen des letzteren drei weitere Personen eingedrungen. Sie hätten nach dem Staatsältesten gefragt und sofort mit einer Durchsuchung der Räume begonnen. Der Adjutant des Staatsältesten Leutnant Schöneberg [sic], der im Hause des Staatsältesten wohnt, habe auf den großen Lärm hin den Kopf zu seiner Zimmertür hinausgestreckt … Unter größter Vorsicht sei es Leutnant Schöneberg [sic] schließlich gelungen, barfuß zum Fenster hinauszuspringen, jedoch hätten drei draußen Wache haltende Kommunisten ihn wahrgenommen und das Feuer eröffnet. Wie durch ein Wunder sei er unverletzt bis zum Armeestab gelangt und habe den Fall beim Truppenteil der Panzerwagen gemeldet. Augenblicklich sei man einsatzbereit gewesen und auf den Domberg gefahren. Beim Anblick der an das Haus des Staatsältesten heranfahrenden Autos seien die Kommunisten aus dem Hause geflohen.“ „Dort drang eine Bande ein, der Staatsälteste flüchtete in ein anderes Zimmer und schloß die Tür ab. Sie zertrümmerten die Tür, der Staatsälteste konnte sich aber in ein anderes Zimmer zurückziehen, und das dauerte so lange bis Militär kam.“

### Baltischer Bahnhof

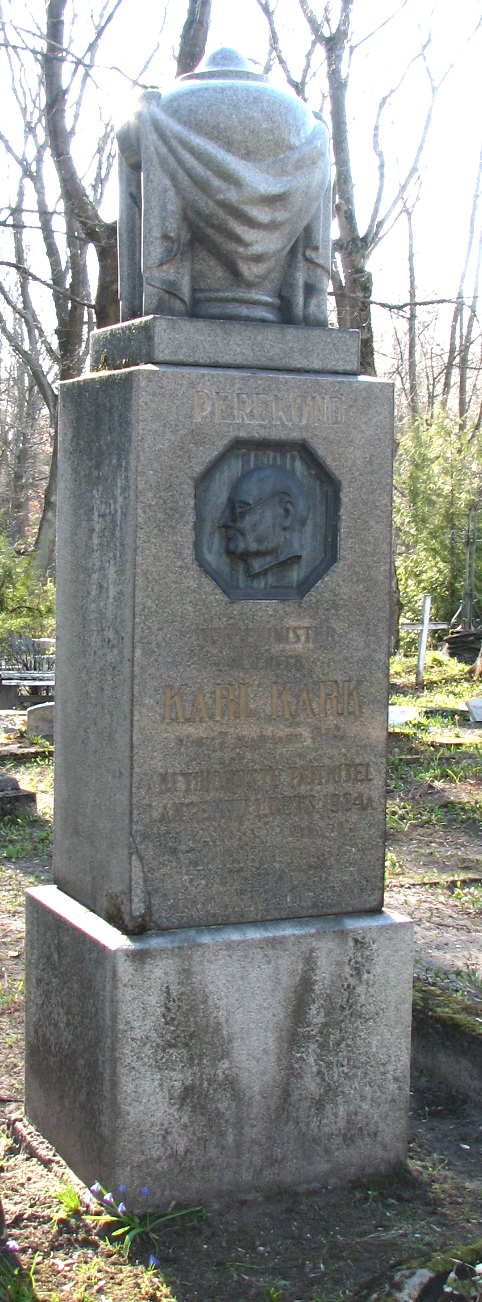
Grabmal des ermordeten Verkehrsministers Karl Kark

16 Angreifer unter Führung von Jaan Anvelt griffen das 5. Polizeirevier und den Baltischen Bahnhof an. Anvelt tötete dabei den Konstabel Mihkel Nutt. Auch ein weiterer Polizist kam ums Leben.
Am frühen Morgen fuhr der estnische Verkehrsminister Karl Kark auf einer Inspektionsfahrt am Bahnhof vorbei. Die Kommunisten töteten ihn sofort. Im Baltischen Bahnhof erschossen sie vier Bahnmitarbeiter. Gegen 8.15 Uhr leitete die estnische Armee unter Führung von Oberstleutnant Hermann Rossländer den Gegenangriff ein. Rossländer wurde dabei tödlich getroffen. Die Putschisten flüchteten. Vier konnten gefangen genommen werden. Auch Anvelt gelang die Flucht; dabei erschoss er den Kapitän-Major Karl Stern.

## Zusammenbruch
Fünf Stunden nach Beginn war der kommunistische Umsturzversuch gegen etwa 10 Uhr zusammengebrochen. Militär und Polizei standen loyal zur estnischen Regierung und Verfassung. Die Arbeiterschaft schloss sich den Aufständischen nicht an, zumal es auch keinerlei „revolutionäre Situation“ in Estland gab. An anderen Orten Estlands kam es zu keinen Zwischenfällen, da die dortigen Kommunisten die Nachrichten aus der Hauptstadt abwarteten. Die sowjetische Armee griff nicht ein und blieb jenseits der Grenze auf ihren Positionen.
Bei dem Putschversuch am 1. Dezember 1924 kamen 20 Aufständische ums Leben, drei starben später an ihren Verletzungen im Krankenhaus. Die Putschisten töteten zwanzig Menschen, ein weiterer wurde tödlich verwundet.

## Gegenreaktion
Die estnische Regierung erklärte unmittelbar am 1. Dezember den Ausnahmezustand für das ganze Land. General Johan Laidoner, der sich im Freiheitskrieg gegen Sowjetrussland ausgezeichnet hatte, wurde zum Oberbefehlshaber der Streitkräfte ernannt.
Standgerichte verurteilten 155 Aufständische, die gefasst werden konnten, zum Tode. 97 Todesurteile wurden am oder kurz nach dem 1. Dezember vollstreckt. Zum Tode wurden auch zwei estnische Offiziere verurteilt, denen Passivität bei der Niederschlagung des Aufstands vorgeworfen wurde. Estnische Gerichte verurteilten später etwa 500 Menschen wegen Teilnahme an dem versuchten Staatsstreich oder dessen Unterstützung zu Gefängnisstrafen.
Am Morgen des 1. Dezember 1924 verhafteten die estnischen Behörden auch den 1. Sekretär der russischen Gesandtschaft in Tallinn, Isaac Sokolowits. Er trug nach Darstellung der estnischen Polizei eine Liste bei sich, auf der vermerkt war, wem er welche Summe für die Teilnahme am Staatsstreich auszahlen sollte. Die Mittel sollen von der Komintern zur Verfügung gestellt worden sein. Die estnischen Behörden ließen Sokolowits am 3. Januar 1925 aufgrund seiner diplomatischen Immunität wieder frei, nachdem die Sowjetunion mit dem Abbruch der diplomatischen Beziehungen gedroht hatte.
Am 5. Dezember spürte die estnische Polizei in Iru bei Tallinn die drei Aufständischen Arnold Sommerling, Eduard Ambos und Osvald Piir auf. Sie kamen bei dem anschließenden Feuergefecht ums Leben. Am 7. Dezember fand die Polizei in einem Versteck in Tallinn die Putschisten Georg Kreuks, Vladimir Bogdanov und Rudolf Pälson. Auch sie starben durch Polizeikugeln.
Den Hauptorganisatoren des Putsches, Jaan Anvelt, Karl Rimm und Rudolf Vakmann gelang die Flucht in die Sowjetunion. Sie fielen später den stalinschen Säuberungen zum Opfer.
Am 16. Dezember 1924 bildete Jüri Jaakson von der Estnischen Volkspartei (Eesti Rahvaerakond) eine Allparteienregierung, der alle demokratischen Gruppierungen Estlands angehörten. Die bisherige Minderheitsregierung des Staatsältesten Friedrich Karl Akel war bereits am 2. Dezember 1924 zurückgetreten, um einem überparteilichen Kabinett Platz zu machen. Die estnischen Kommunisten verloren durch den Putschversuch einen Großteil ihrer Anhängerschaft, die einen gewaltsamen Umsturz ablehnte. Der Putsch hat höchstwahrscheinlich auch bewirkt, dass das Gesetz zum Schutze der Minderheiten (Kulturautonomie), das lange in den Ausschüssen des Parlaments behandelt worden war, nun zügig durchs Parlament gebracht wurde.

## Gedenken
Am 5. Dezember 1924 fand in der Tallinner Karlskirche der Begräbnisgottesdienst für 21 Opfer des Putschversuchs statt. Er wurde gemeinsam vom evangelisch-lutherischen Bischof Jakob Kukk und dem Metropoliten der orthodoxen Kirche, Aleksander, geleitet. Für die Regierung sprachen Finanzminister Otto Strandman, für das Parlament sein Präsident Jaan Tõnisson. Die Nachrufe verlas Innenminister Theodor Rõuk.
Dann führte der Trauerzug mit den Särgen unter großer Anteilnahme der Bevölkerung durch die Stadt zum zivilen und zum militärischen Friedhof, auf denen die Toten beigesetzt wurden. Auf dem Kaarli-Friedhof legten in einer offiziellen Zeremonie das diplomatische Corps und estnische Institutionen Kränze nieder.
Die estnische Regierung zeichnete zehn Esten für ihre militärischen Verdienste bei der Niederschlagung des Aufstands mit dem Freiheitskreuz aus: Johan Laidoner, Johan Unt, Hermann Rossländer (postum), Rudolf Aaman, Richard Brücker, Rudolf Kaptein, August Keng, Alfred Klemmer, Albert Pesur und August Schaurup. Das Freiheitskreuz wird nur im Kriegsfall für besondere Leistungen zur Verteidigung der estnischen Freiheit verliehen.
1928 schuf der estnische Bildhauer Amandus Adamson ein Denkmal für die vier gefallenen Kadetten in der Militärschule von Tondi. Es wurde am 16. September 1928 durch Regierungschef Jaan Tõnisson eingeweiht. Das Monument wurde 1941 nach der sowjetischen Besetzung Estlands zerstört. 2009 wurde das Denkmal in Tondi durch den Bildhauer Jaak Soans neu geschaffen.

## Sowjetisches Gedenken
Während des Bestehens der Estnischen SSR errichteten die sowjet-estnischen Behörden am 1. Dezember 1974 ein Denkmal am Baltischen Bahnhof. Es war den kommunistischen Aufständischen gewidmet. Das Denkmal war ein Werk des Bildhauers Matti Varik und des Architekten Allan Murdmaa. Nach Wiedererlangung der estnischen Unabhängigkeit Anfang der 1990er Jahre wurde das Monument in das Estnische Geschichtsmuseum nach Schloss Maarjamäe gebracht.

## Film
Die Geschehnisse am 1. Dezember 1924 greift in freier Form der Spielfilm Detsembrikuumus (zu deutsch „Dezemberfieber“) auf. Die Uraufführung fand am 16. Oktober 2008 in Tallinn statt. Regisseur des Liebes- und Actionfilms ist der Este Asko Kase.